# Мисливець за мінами

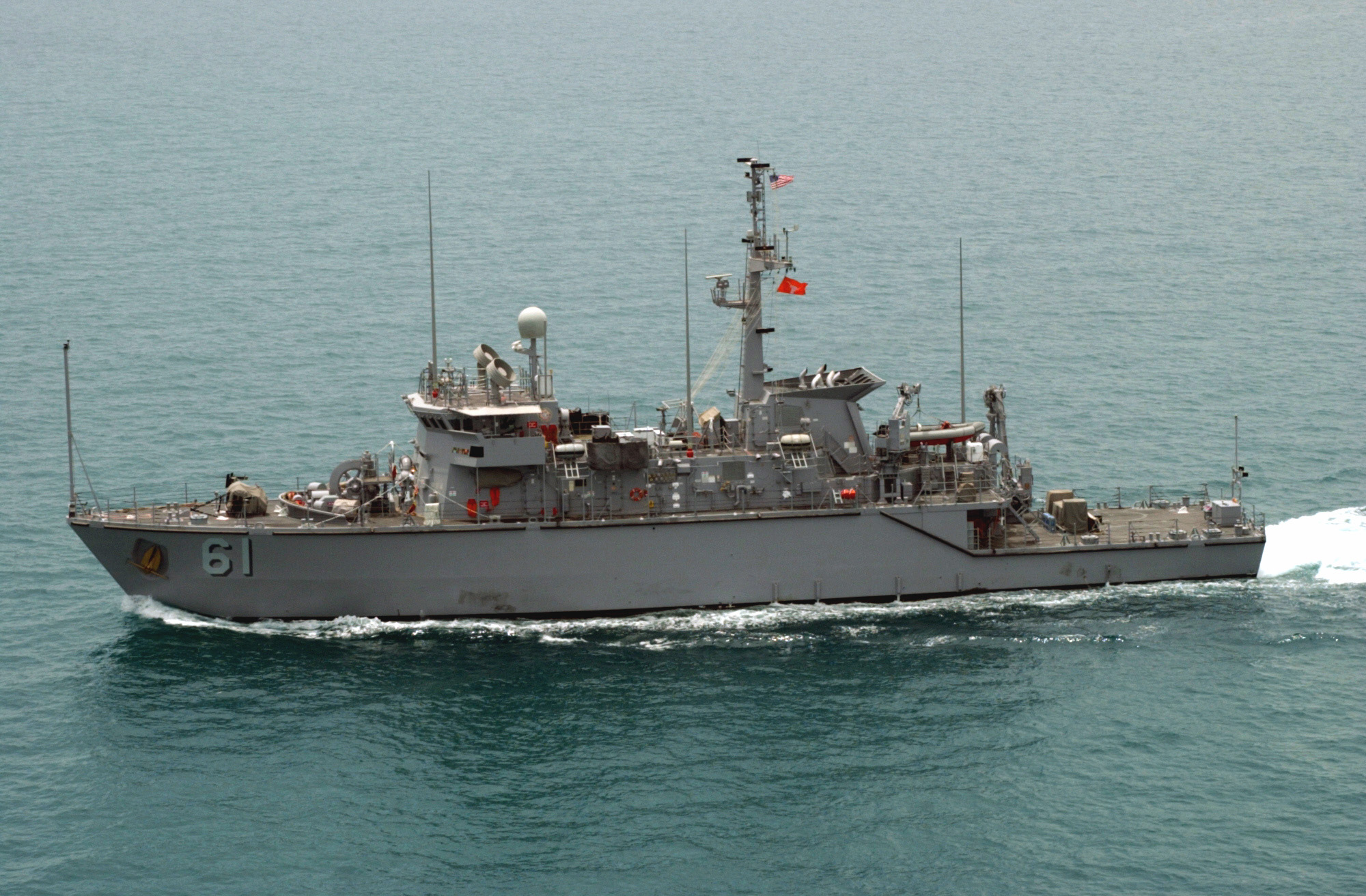
Береговий мисливець за мінами ВМС США

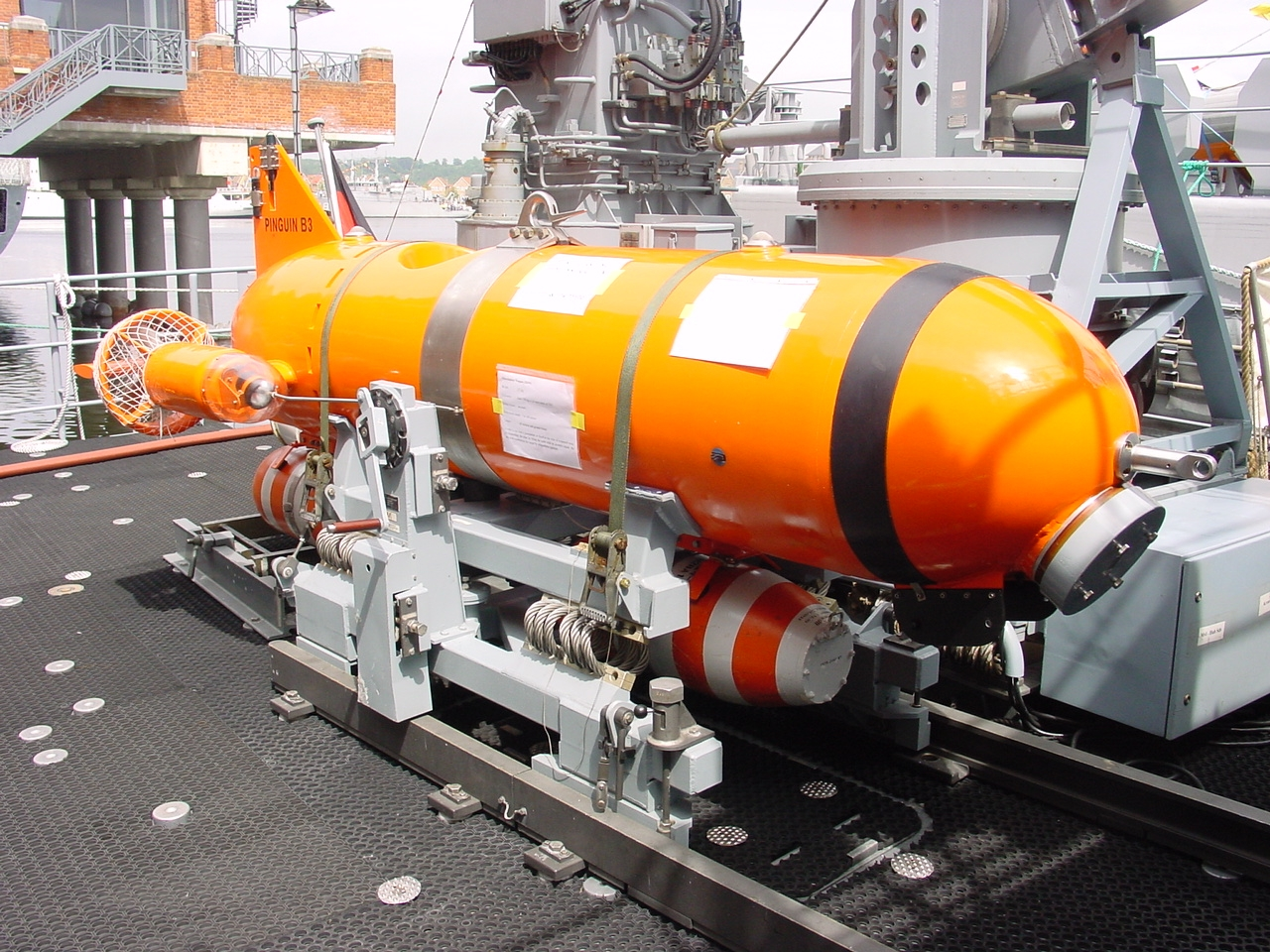
Мисливець за мінами ВМС Німеччини з вибуховими зарядами під корпусом

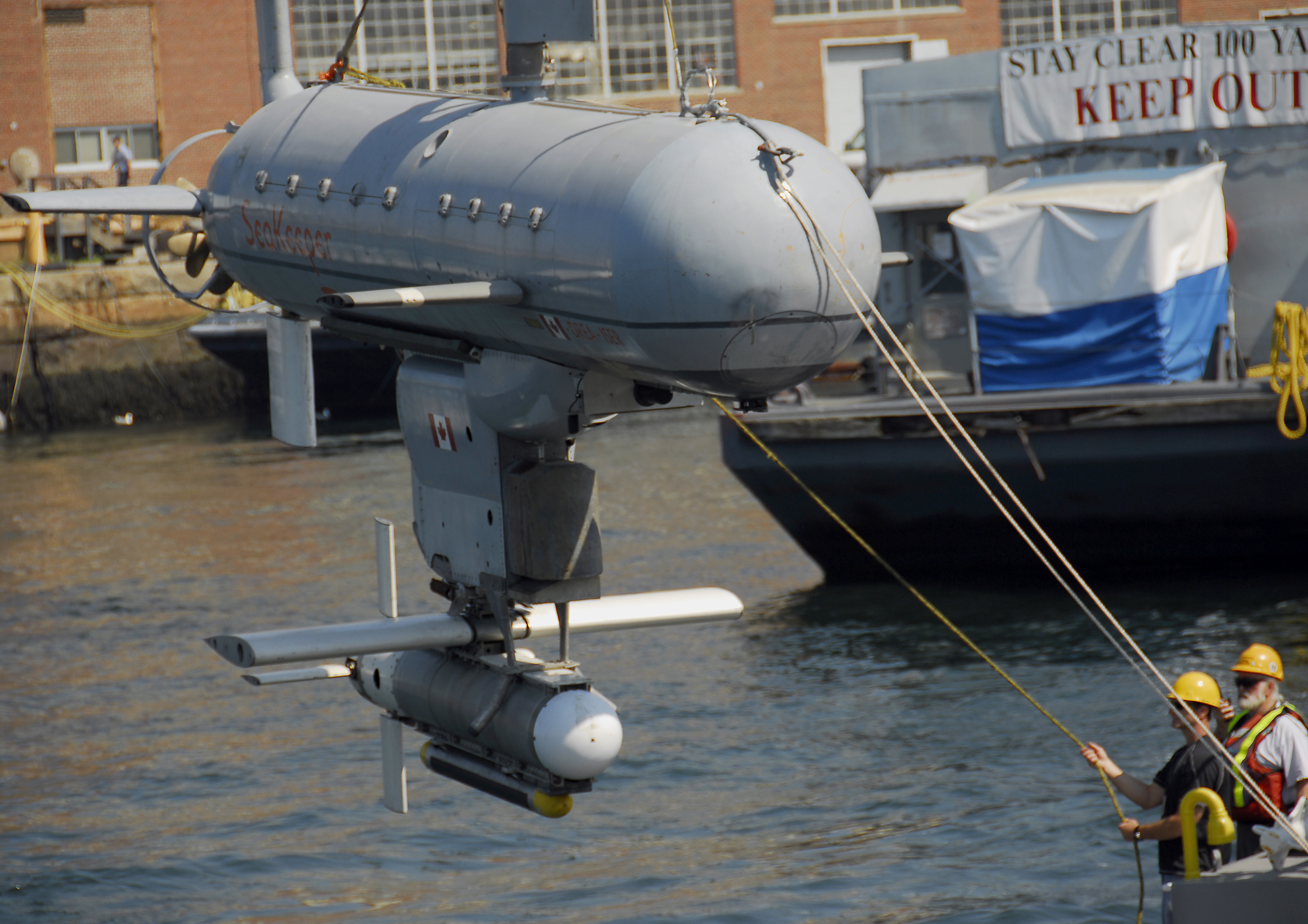
Канадський мисливець за мінами

Мисливець за мінами — військовий корабель який активно знаходить і знищує окремі морські міни. На відміну від тральщиків, які зачищають мінні поля, не звертаючи уваги на окремі міни. Корабель, який поєднує обидві ці ролі, відомий як корабель протимінної дії (MCMV).

## Опис
Мисливці використовують сонар для пошуку і класифікації цілей і потім випускають водолазів або дистанційно керовані суда для вивчення і нейтралізації загрози, використовуючи маленькі заряди які підривають дистанційно.
Через те, що мисливці за мінами часто працюють поряд з мінами вони розроблені таким чином щоб зменшити власні акустичні та магнетичні сигнатури, для захисту від будь-яких типів мін. Наприклад, вони зазвичай мають звукоізоляцію шляхом встановлення механізмів на амортизатори або використовуючи електричні передачи, маломагнітні електричні двигуни та зазвичай мають дерев'яні, фібергласові або не металеві корпуси, або мають котушки розмагнічування для зменшення магнітних сигнатур.
Мисливці за мінами зазвичай маленькі кораблі з малою осадкою, тому що вони можуть використовуватися у зонах з малою глибиною таких як судоходні канали або гавані. Через обмежені простори зазвичай на кораблях встановлено крильчасті рушії, дозволяючи рухатися кораблю у будь-яких напрямках. Велика кількість сучасних кораблів мають катмаранні корпуси, які створюють великі, стабільні робочі платформи з мінімальним заглибленням; це зменшує тягу під час акустичної передачі і знижує тиск рідини, який з'являється при русі корпусу, який може викликати детонування міни з детонатором гідравлічного тиску.